# Tenshō-Gesandtschaft

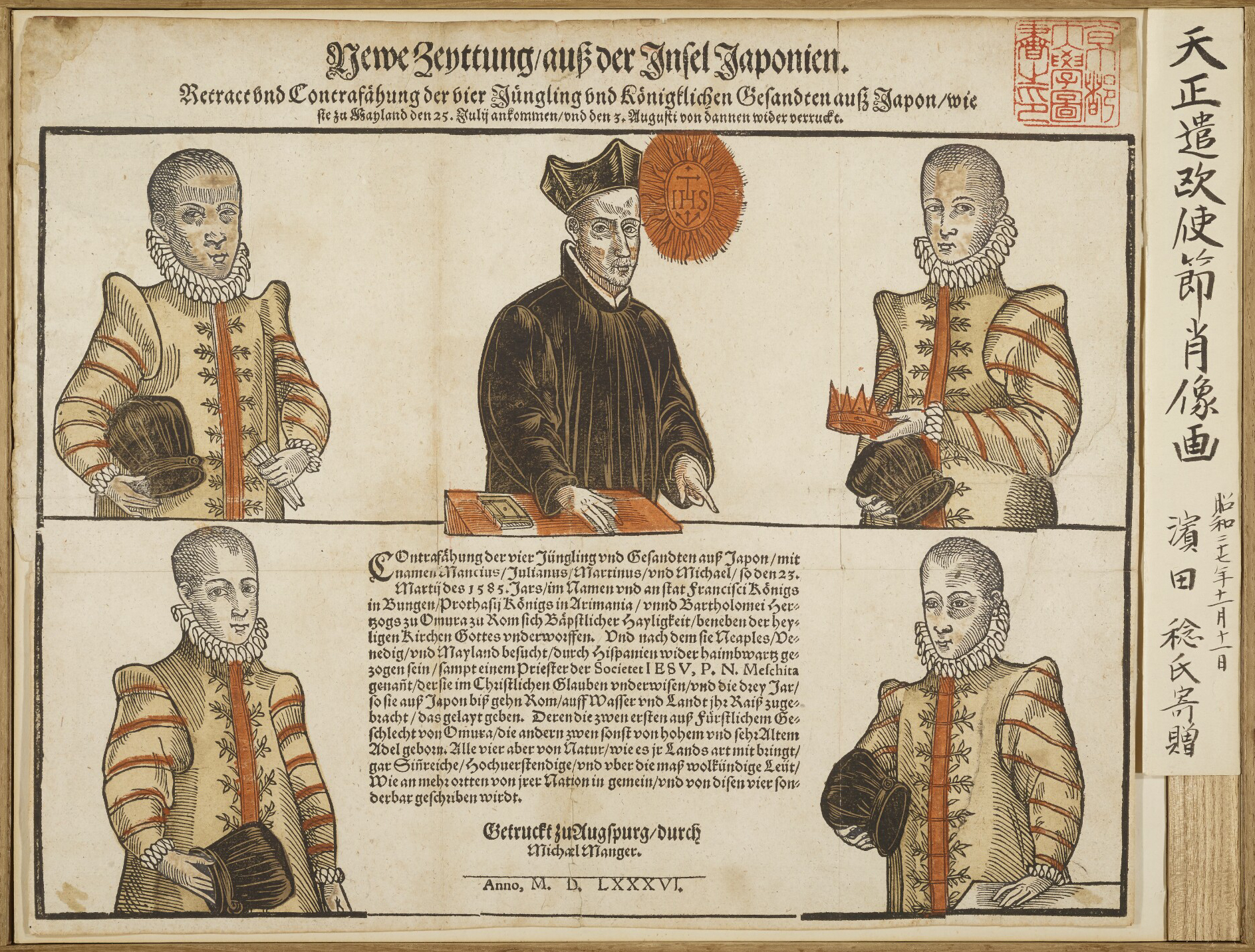
„Newe Zeyttung auss der Insel Japonien“ (Augsburg 1586) mit den vier königlichen Gesandten.
Oben: Nakaura Julião (links), Pater Diogo da Mesquita, Itō Mancio (rechts).
Unten: Hara Martinho (links), Chijiwa Miguel (rechts) (Sammlung der Universität Kyōto)

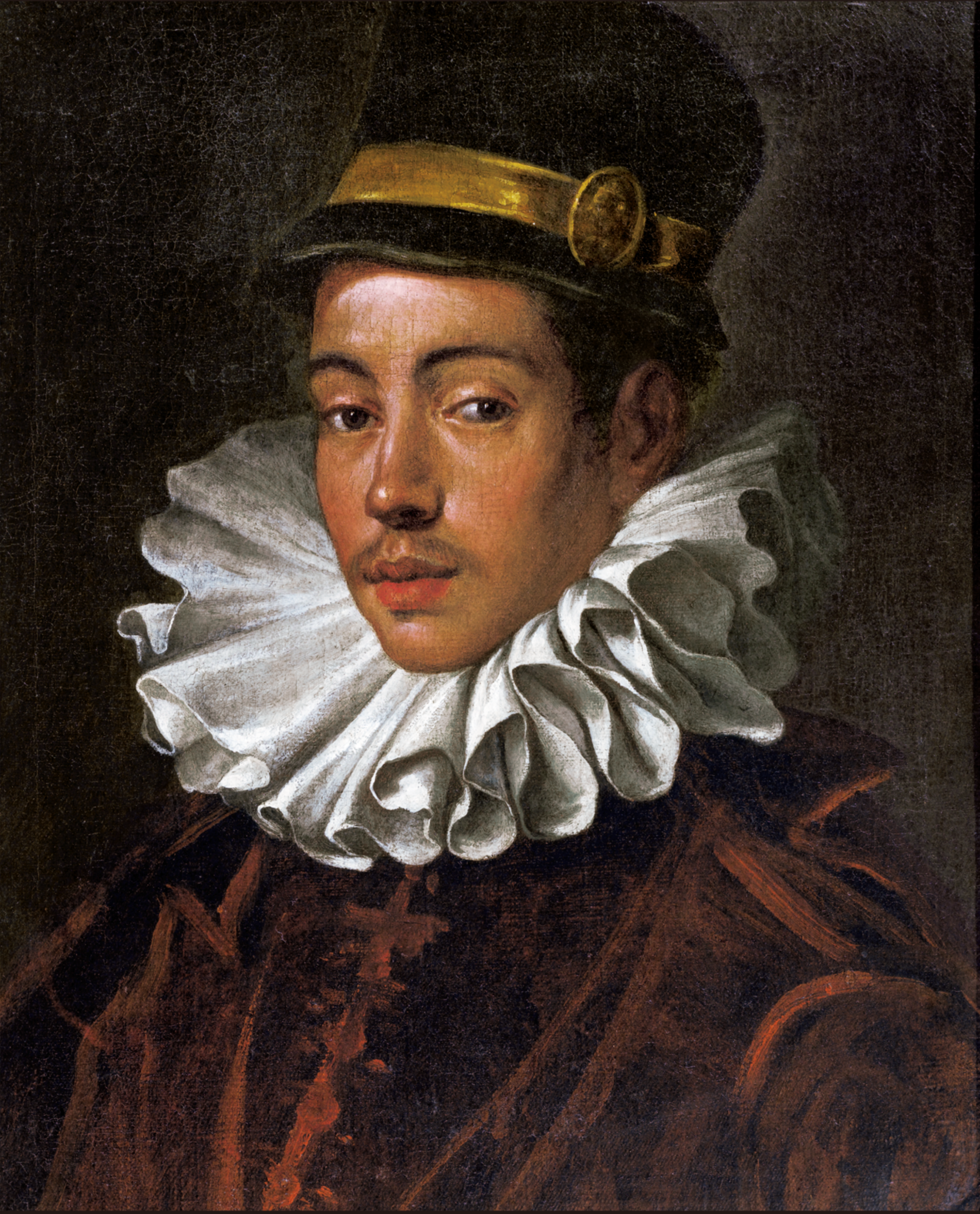
Porträt Itō Mancios von Domenico Tintoretto, 1585 (Sammlung der Fondazione Trivulzio, Mailand)

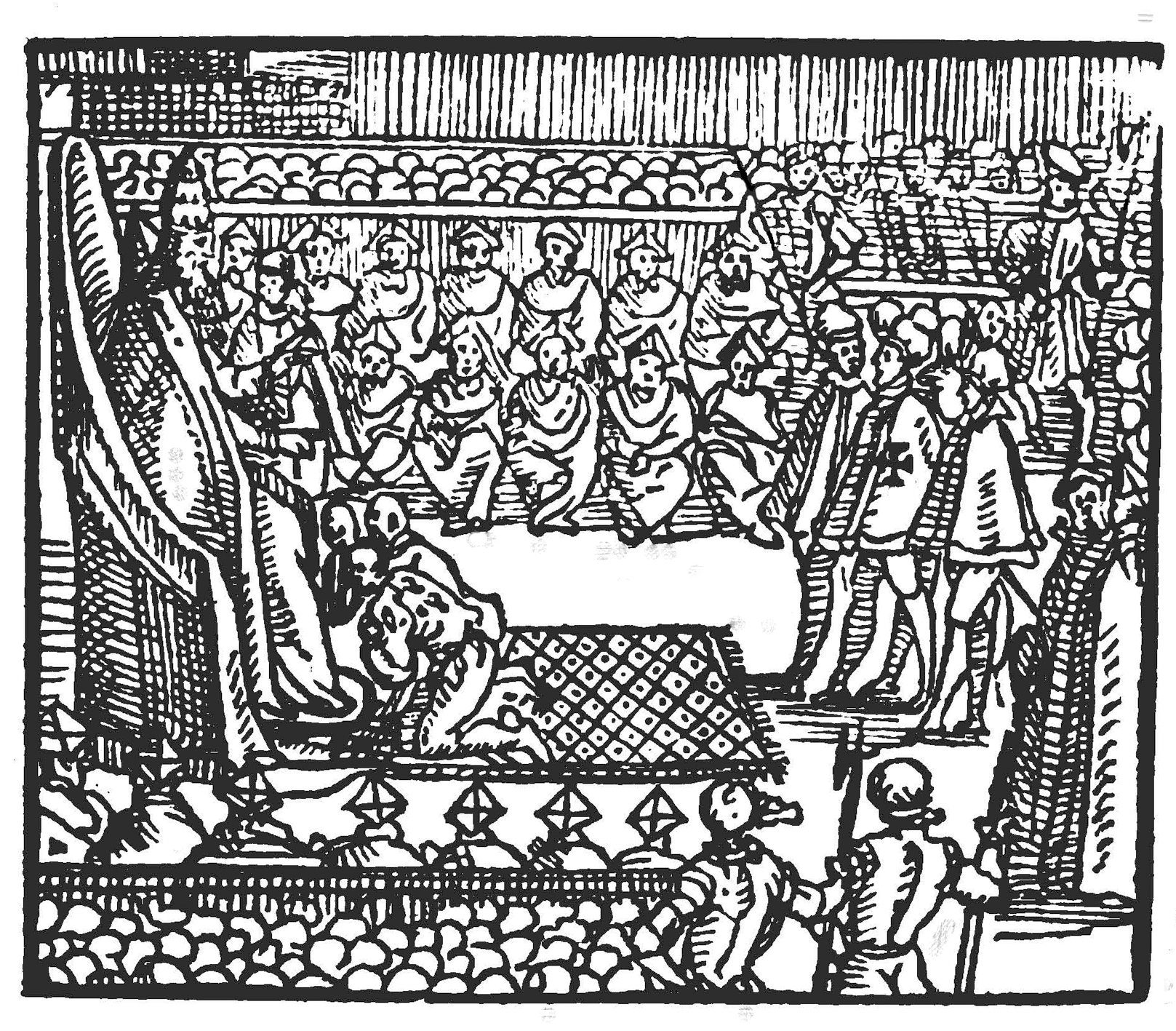
Audienz beim Papst Gregor XIII. am 23. März 1585. Holzblockdruck aus dem Jahr 1596.

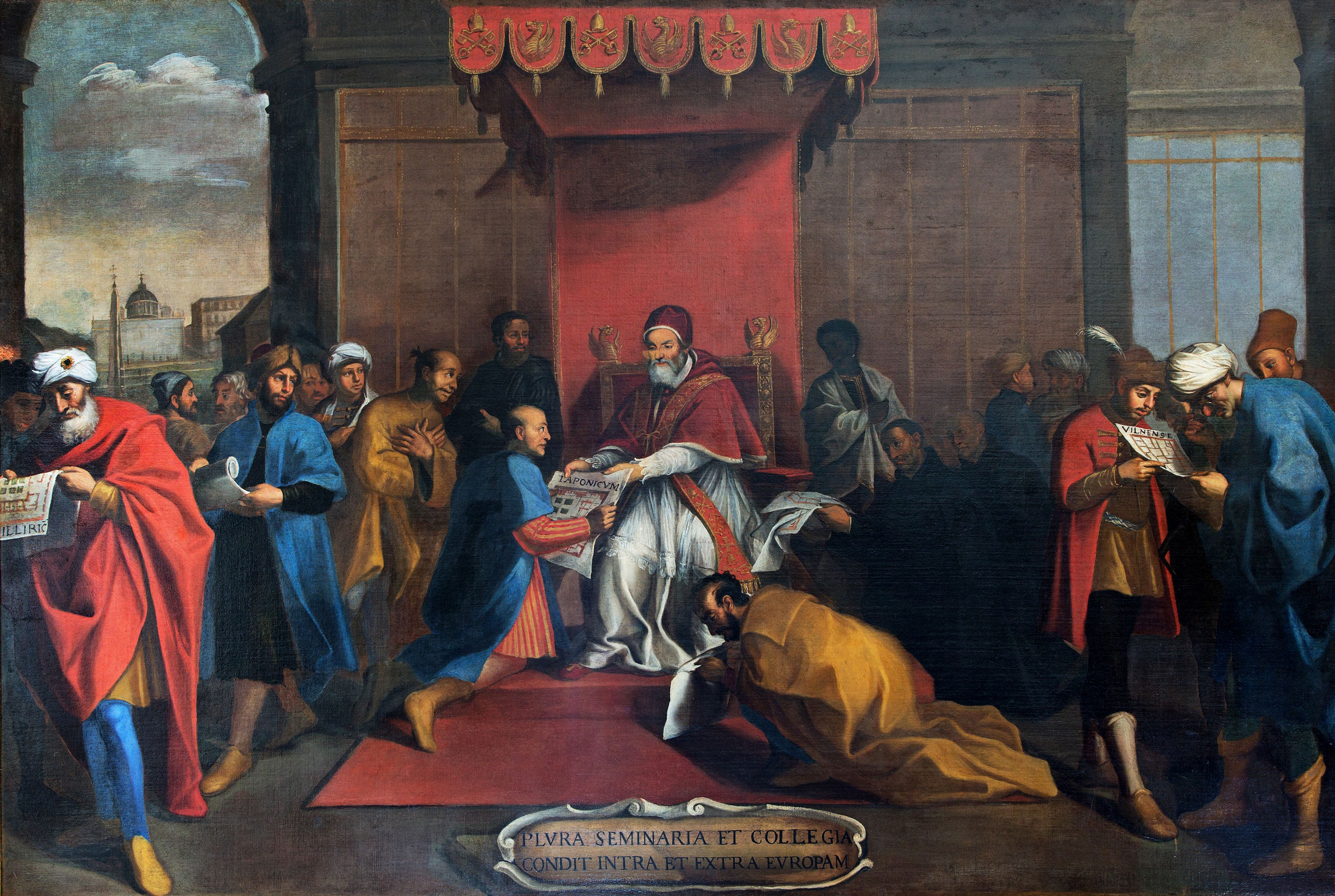
Dieselbe Audienz in einem Gemälde aus dem Jahr 1655.

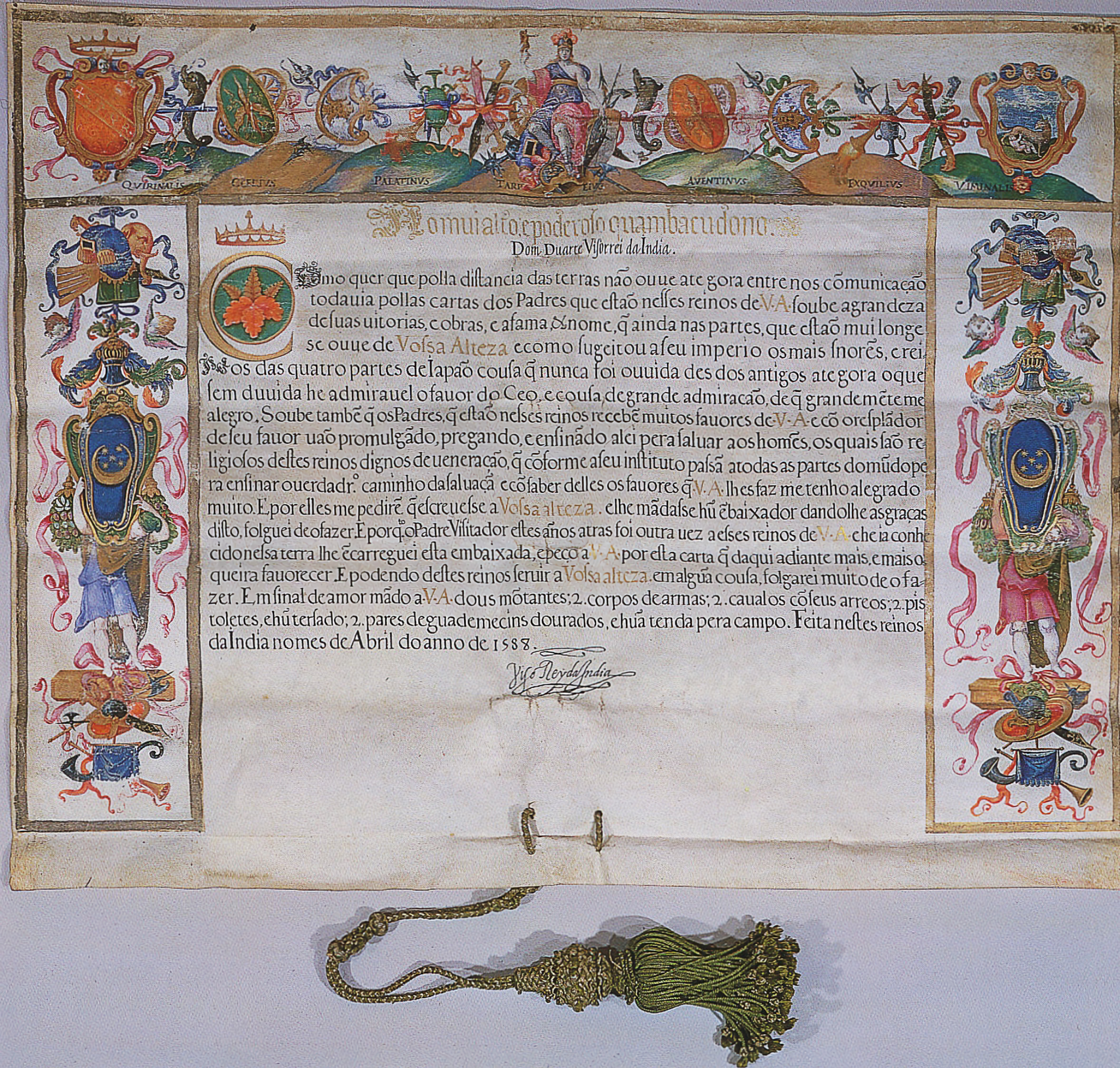
Botschaft des Vizekönigs von Portugiesisch-Indien Duarte de Menezes an Toyotomi Hideyoshi (April 1588)

Tenshō-Gesandtschaft (japanisch 天正遣欧使節, Tenshō ken’Ō shisetsu) ist die nach der Tenshō-Ära (1573–1592) benannte erste japanische Gesandtschaft nach Europa. Sie hatte einen großen Einfluss auf das frühe Japanbild des Westens.

## Planung und Teilnehmer
Die Idee, eine Gesandtschaft nach Europa zu schicken, stammt von Alessandro Valignano, der als Visitator der Gesellschaft Jesu mit der Analyse der Lage in Japan und dem künftigen Kurs befasst war. Valignano hoffte, dass die Begegnung mit einer Gruppe gebildeter Japaner in Europa das Interesse an der Japan-Mission und deren Unterstützung fördern würde. Zugleich sollten die japanischen Teilnehmer nach der Rückkehr ihren Landsleuten von der Pracht und Macht Europas, insbesondere der Kirche und des Papstes berichten. Valignano gewann die Unterstützung dreier getaufter Regionalherrscher in Kyushu, Ōmura Sumitada (1533–1587, „Dom Bartolomeu“), Ōtomo Sōrin (1530–1587, „Dom Francisco“) und Arima Harunobu (1567–1612, „Dom Protasio“). Diese wurden in den Briefen und Schriften der Mission als Könige bezeichnet. Wegen der Strapazen der langen Reise und eingedenk ihrer Aufgaben nach der Rückkehr wurden vier junge Leute nobler Herkunft ausgewählt. Als Sprecher fungierte Itō Mancio (伊東 マンショ, 1559–1612), der verwandtschaftliche Beziehungen zu dem christlichen Herrscher der Provinz Bungo Ōtomo Sōrin hatte. Dazu kamen Chijiwa Miguel (千々石 ミゲル, 1569–1633), Nakaura Julião (中浦 ジュリアン1568–1633) und Hara Martinho (原 マルチノ, 1569–1629). Auch sie stammten aus der Verwandtschaft der obigen Regionalherrscher. Alle vier waren Schüler des Jesuiten-Seminars in Arima, sprachen portugiesisch und verfügten über Kenntnisse im Latein. Besonders Hara hielt mehrere Male lateinische Eulogien und Vorträge.
Am 20. Februar 1582, nach japanischer Zeitrechnung das 10. Jahr der Ära Tenshō, verließen sie auf einem portugiesischen Handelsschiff den Hafen von Nagasaki. Der portugiesische Pater Diogo de Mesquita übernahm als Leiter der Gruppe ihre weitere Ausbildung und Vorbereitung während der Reise. Wann immer Zeit und Gelegenheit war, trieben sie Sprachstudien, musizierten, lernten Schach und erhielten theologische Unterweisungen. Am 9. März erreichten sie Macau. Von dort ging es am 20. Dezember 1583 weiter über Malakka nach Goa, dem portugiesischen Stützpunkt an der Westküste Indiens. Valignano blieb hier zurück, um sich anderen Aufgaben zu widmen.

## Reise durch das katholische Europa
Mesquita und die vier verließen Goa im Februar 1584. Auch diese Etappe war voller Gefahren; 32 Personen starben während der Überfahrt. Am 10. August 1584 erreichte die Reisegruppe Lissabon, wo man sie zunächst in der Igreja de São Roque unterbrachte. Natürlich lernten sie den Erzbischof von Lissabon kennen. Kurz darauf wurden sie von Albrecht VII. von Österreich eingeladen, der als Regent der Spanischen Niederlande unter anderem eine Residenz in Sintra hatte. Auf der achtmonatigen Reise nach Rom kam es zu weiteren Begegnungen mit wichtigen Persönlichkeiten. In Spanien besuchten sie Talavera de la Reina, Toledo und schließlich Madrid, wo sie von Philip II, König von Spanien und Portugal, empfangen wurden. Von Alicante ging es per Schiff weiter über Mallorca nach Livorno und Pisa. Hier empfing sie Francesco I. de’ Medici, dessen Frau Bianca Cappello eigens einen Ball veranstaltete. In Florenz übernachteten sie im Palazzo Vecchio. Am 22. März erreichten sie Rom.
Die Audienz am 23. März 1585 bei Papst Gregor XIII. galt als Höhepunkt der Reise. Nakaura, der erkrankt war, konnte an der Zeremonie nicht teilnehmen. Die Gruppe zog in einer Prozession durch Rom. Von der Engelsburg hörte man 300 Salutschüsse. Große Menschenmengen füllten den Petersplatz und die Umgebung. Die Audienz fand in der Sala Regia statt, die normalerweise hochrangigen Herrschern vorbehalten war. Auf Holzschnitten in zeitgenössischen Druckwerken und späteren Gemälden sieht man daher nur drei prächtig gekleidete Japaner, die sich dem Papst zu Füßen werfen. Am 3. April gab es noch eine Privataudienz, bei der man dem Papst einen japanischen Wandschirm (byōbu) verehrte, der das prächtige Schloss von Oda Nobunaga in Azuchi zeigte. Gregor, der Itō die Ehrenbürgerschaft der Stadt und den Orden vom Goldenen Sporn („Ordine dello Speron d’oro“) verliehen hatte, wurde allerdings zwei Tage darauf krank und starb am 10. April. Nakaura war noch immer krank, doch seine Gefährten konnten der Krönung von Gregors Nachfolger Sixtus V. beiwohnen. Auch Sixtus kümmerte sich sehr um seine Gäste aus Fernost. Sie erhielten Geld für die Heimreise, für die Missionsarbeit in Japan, dazu Geschenke für die drei japanischen „Könige“ und Empfehlungsschreiben für ihre Reise durch Europa.
Am 3. Juni 1585 traten sie die Rückreise an, die sie über Venedig, Verona und Mailand nach Barcelona führte. Am 25. November erreichten sie Lissabon. Am 13. April 1586 verließen sie Portugal und landeten am 29. Mai des folgenden Jahres in Goa an. Hier gab es ein Wiedersehen mit Valignano, doch mussten sie fast zwei Jahre warten, bis sie ihre Fahrt fortsetzen konnten. Nach acht langen Jahren erreichten die vier Gesandten am 21. Juli 1590 mit Geschenken überladen schließlich wieder Japan. Valignano begleitete sie, dieses Mal als Gesandter des Vizekönigs von Indien, zu Toyotomi Hideyoshi, der just in jenem Jahr seine Herrschaft über das ganze Land gesichert hatte.

## Nach der Rückkehr
Die Gesandten hatten 70 Städte Europas besichtigt, zwei Päpste, Kardinäle, Erzbischöfe, einen König und zahlreiche Adelige kennengelernt und mehr von der Welt gesehen als alle ihre Landsleute je zuvor. Doch trafen sie nun auf eine völlig neue Lage. Ihre Mentoren Ōtomo Sōrin und Ōmura Sumitada, die sich beide dem Feldherrn Toyotomi Hideyoshi unterwerfen mussten, waren 1587 gestorben. Einen Monat darauf erließ dieser ein Edikt zur Ausweisung der Missionare, um die christlichen Landesherren der Insel Kyushu effektiver zu kontrollieren. Zwar versandete die Angelegenheit, doch wuchs die antichristliche Stimmung unter den Machthabern auch nach Toyotomis Tod und verschärfte sich um ein Weiteres nach der Etablierung der Herrschaft der Tokugawa unter dem Shōgun Tokugawa Ieyasu.
Chijiwa Miguel wandte sich vom Christentum ab, hatte aber gelegentliche Begegnungen mit Missionaren. Er starb am 23. Januar 1633 in Nagasaki. Itō, Hara und Nakaura empfingen 1608 die Priesterweihe. Itō starb vier Jahre später an einer Krankheit in Nagasaki. Im selben Jahre wurde Hara des Landes verwiesen. Diogo de Mesquita, der von 1598 bis 1611 dem Seminar in Nagasaki vorstand, starb im November 1614 am Strand der Stadt wenige Tage vor Haras Ausreise. Bis zu seinem Tode im Jahr 1629 lebte Hara als Priester in Macau. Seine Gebeine wurden zusammen mit denen von Valignano unter der Pauluskirche (Catedral de São Paulo) beigesetzt. Lediglich Nakaura blieb nach 1614 im Lande, entzog  sich in Verstecken der Verfolgung und kümmerte sich unter großen Schwierigkeiten um die einheimischen Christen. 1633 wurde auch er gefangen genommen und starb nach vier Tagen Folterung den Märtyrertod. Er wurde am 24. November 2008 seliggesprochen.
Das Ansehen der Heimkehrer unter japanischen Christen und in der Societas Jesu war hoch, doch der von Valignano erhoffte Einfluss auf Japan blieb in einer Zeit der zunehmend schärferen Christenverfolgung aus. Sie hatten zudem wichtige Jahre ihrer Sozialisation außerhalb Japans verbracht, so dass ihnen der einheimische Bildungshintergrund und die Erfahrung im diffizilen Umgang mit Machthabern fehlte, die inzwischen keinerlei Interesse mehr am Christentum zeigten.

## Zeitgenössische Berichte
Das Aufsehen in Europa war groß. Zwischen 1585 und 1593 erschienen 78 Bücher und Abhandlungen über ihren Besuch. Unter den frühen Autoren erzielte Guido Gualtieri (1560–1636) mit seinen Relationi della venuta degli ambasciatori giapponesi (Venedig, 1586) einen großen Einfluss. Die aufschlussreichste Quelle über die Sicht der vier auf Europa und die Absichten der Mission verfasste der in Macau lebende Jesuit Duarte de Sande. Anhand der Notizen der Gesandtschaft publizierte er 1590 ein Buch über die „Reise der japanischen Legaten zur Römischen Kurie“ (De Missione Legatorum Iaponensium ad Romanam Curiam). Dieses sollte als Grundlage für Übersetzungen in andere europäische Sprachen und auch ins Japanische dienen. Auf Anregung Valignanos wählte er die Dialogform. Zu einer japanischen Übersetzung kam es allerdings nicht mehr.